# 臧會
臧會（？—？），姬姓，臧孙氏，谥号顷，世称臧顷伯，鲁国大夫。
臧昭伯去晋国，臧会偷了臧昭伯的宝龟偻句，臧会占卜该说不说实话，结果是不诚实吉利。臧氏家臣要到晋国问候臧昭伯，臧会请派他去问候昭伯。昭伯问家里的事，臧会全都答了。昭伯问到妻子和母弟叔孙的情况，臧会不回答。再三问他，他还是不答。昭伯回国到郊外，臧会去迎接。问起此事，臧会还是不回答。昭伯抵达国都曲阜，住在城外而查问妻子兄弟的情况，没问出什么事。昭伯想杀了臧会，臧会逃到郈地，郈鲂假让臧会做了贾正。一次臧会去给季氏送帐本，臧氏派五个人带着戈、楯，埋伏在桐汝之里门里。臧会出来，五个人就赶上去。臧会转身逃走，在季氏的中门之外被抓住，季平子大怒：“为什么带武器进我家？”就拘留了臧氏的家臣。季氏、臧氏相互厌恶。前517年，昭伯随从鲁昭公出逃，季氏立了臧会做臧氏的继承人。臧会说：“偻句没有欺骗我呀。”